# Mopacho
Le mopacho est une danse congolaise créée en 1990 à Brazzaville, à Ouenzé, par Sixte Singha. Elle est devenue populaire et s'est développée à l'international via les challenges organisés sur le réseau social TikTok. Elle est inspirée par des danses traditionnelles du peuple Mbochi de Boundji, au nord du pays dans le département de la Cuvette.

## Histoire
Le mopacho est créé à Ouenzé dans le 5e arrondissement de Brazzaville par Zagala Mboyo, alias Sixte Singha, en 1990. Quelques années plus tard, il crée avec les amis le groupe « Mopacho Mocho »,. Ce dernier preste dans les fêtes et cérémonies organisées dans les différents quartiers de Ouenzé.
Au milieu des années 2010, la danse mopacho devient populaire chez les jeunes de Ouenzé et se danse dans la rue et lors des veillées funèbres. En fin 2021, le mopacho prend de l'ampleur dans toute la ville de Brazzaville, se dansant dans tous les quartiers.
Grâce aux chansons Bokoko de Roga-Roga, Tia Lokolo de Extra Musica Nouvel Horizon & Dj Kedjevara, Give Freedom de Tidiane Mario et Afro Mbokalisation de Afara Tsena, le mopacho devient très populaire sur le réseau social de partage de vidéos TikTok. Les challenges de mopacho y sont organisés, ce qui permet à la danse mopacho de traverser les frontières du pays.
Le mopacho est très vite repris par les grands noms de la musique africaine comme Fally Ipupa sur Instagram et dans l'album Formule 7, Serge Beynaud, DJ Kedjevara, Gaz Mawete ou par de sportifs comme Kader Keita.

## Description
Le mopacho se danse en bougeant toutes les parties du corps, notamment la tête, les jambes, les pieds, les reins et les mains.
Il se danse en respectant les étapes ci-après : 
- Mettre les pieds en forme de X,
- Soulever les épaules,
- Réaliser une rotation du rein,
- Bouger les mains et pieds de l'avant vers l'arrière.

## Mopacho challenge national

### Objectif
Le « Mopacho challenge national » est un concours organisé par le ministère chargé de la culture et des loisirs du 28 décembre 2022 au 7 janvier 2023 sur toute l'étendue du territoire national congolais. Le but de ce concours, selon ledit ministère, est de « mettre en valeur une création congolaise et d'en faire un patrimoine culturel immatériel du pays ».

### Déroulement
Un appel à candidatures a été lancé dans tout le pays le 26 décembre 2022. Une première présélection des candidats a été faite le 28 décembre dans tous les chefs-lieux des départements ainsi que dans tous les arrondissements des deux plus grandes villes du pays : Brazzaville et Pointe-Noire.
La démi-finale du concours s'est tenue le 3 janvier 2023 : chacun des douze départements ayant un candidat-finaliste. Le 7 janvier 2023, la finale du concours a lieu dans la capitale Brazzaville et c'est un jeune homme issu du département de la Cuvette qui gagne le concours.